# Ivica Obad
Ivica Obad je hrvatski bivši košarkaš.
Igrao je polovicom 1980-ih i početkom 1990-ih.

## Klupska karijera
Karijeru je počeo u Čapljini.
Bio je igračem sastava Zadra koji je 1985./86. iznenadio apsolutnog favorita Cibonu predvođenu Draženom Petrovićem.
1986./87. je igrao u Kupu europskih prvaka, u kojem su na kraju osvojili 4. mjesto. Igrali su Stojko Vranković, Arijan Komazec, Petar Popović, Veljko Petranović, Ante Matulović, Ivica Obad, Stipe Šarlija, Branko Skroče, Darko Pahlić, Draženko Blažević, a trenirao ih je Lucijan Valčić.
Krajem 1980-ih je igrao u Vojvodini iz Novog Sada, a osamostaljenjem Hrvatske vratio se u Hrvatsku.